# 深川西インターチェンジ
深川西インターチェンジ（ふかがわにしインターチェンジ）は、北海道深川市にある深川留萌自動車道のインターチェンジ (IC)。
雨竜郡妹背牛町への最寄ICにもなっている。
深川西ICまでは東日本高速道路（NEXCO 東日本）の管轄区間（有料）であり、深川西IC以西は国土交通省北海道開発局の管轄区間（無料）となる。札幌・旭川方面から走行してきた場合、深川西本線料金所で深川西ICまでの通行料もまとめて支払う。留萌方面から走行してきた場合は無料区間の最終出口となり、深川JCT（道央自動車道）を利用する際には深川西本線料金所で通行券授受またはETC流入情報入力を行い、出口ICでまとめて通行料を支払う。

## 歴史
- 1998年（平成10年）
  - 4月11日：深川JCT - 深川西IC間（深川沼田道路）が開通[1]。
  - 7月23日：深川西IC - 秩父別IC間（深川沼田道路）が開通[1]。

## 周辺
深川市中心部へは東へ約3 km, 妹背牛町中心部へは約3 km西へ移動する。

## 接続する道路
- 直接接続
  - 北海道道47号深川雨竜線

## 隣
E62 深川留萌自動車道（深川沼田道路）
(42) 深川JCT - 深川西TB - (1) 深川西IC - (2) 秩父別IC